# Парк имени Пушкина (Актобе)
Парк и́мени Алекса́ндра Серге́евича Пу́шкина (парк Пушкина) — парк культуры и отдыха, расположенный в городе Актобе на улице Карасай-батыра. Парк находится в ведении ТОО «Городской парк имени А. С. Пушкина».

## История
Парк был заложен в 1887—1890 годах. В 1937 году к 100-летию со дня смерти А. С. Пушкина парк был переименован в его честь. Во времена СССР парк Пушкина считался культурным центром Актюбинска, который посещали не только местные жители, но и гости города. Заметки о парке встречаются в книге российского писателя Юрия Дроздова «Записки начальника нелегальной разведки».
В прошлом в парке функционировали два кинотеатра, один — для бесплатного показа новостной хроники и советской пропаганды, другой — платный, для художественного кино. Также действовала своя бильярдная.
В середине 60-х годов в парке были установлены первые аттракционы, однако из-за несчастного случая они были демонтированы. В 1978 году по инициативе Инны Михайловны Клявиной, вместо кинотеатров была построена эстрада, которая стоит и по сей день. В 1979 году были закуплены первые игровые автоматы и были установлены новые аттракционы, которые эксплуатируются до сих пор.
В 80-х годах прошлого века в Актобе появились несколько парков и кинотеатров, и парк имени А. С. Пушкина начал терять свой статус культурного центра города.

## Нынешнее положение
На сегодня парк Пушкина является менее посещаемым, чем парк парк имени Первого Президента Республики Казахстан (бывш. им. Абая). Фонтан и памятники, расположенные в парке, пришли в упадок, а территорию парка облюбовали бомжи. Аттракционы, установленные во времена Советского Союза, безнадёжно устарели.
В частности, на территории парка урны для мусора не подвергаются регулярной уборке, из-за чего возле них скапливаются отходы. Цветов и травы в парке практически нет, а деревья, несмотря на их количество, выглядят безжизненными и сухими. Стоимость проезда на аттракционах сравнительно низка (50—100 тенге), но их безопасность внушает сомнение.
В 2009 году были заменены ограждения парка, а в 2010 году должны были быть проведены работы по озеленению парка, асфальтированию внутрипарковых дорожек и полной реконструкции фонтана.
Во время государственных праздников Республики Казахстан парк имени Пушкина используется как место для проведения праздничных мероприятий.